# Hagtornsspinnare
Hagtornsspinnare (Trichiura crataegi) är en kraftigt byggd och rundvingad ädelspinnare.

## Kännetecken
Hanen har ett vingspann på 28 till 35 millimeter och honan 31 till 38 millimeter. Hanen har kamtandade antenner medan honans är trådformiga med kort sågtandning. Larven är som fullvuxen mellan 40 och 45 millimeter lång med ett mycket variabelt utseende. Oftast har den blåsvart grundfärg och orangeröda parfläckar längs med kroppen och gul sidolinje. De kan också vara svarta med gula tvärlinjer vilket gör att de påminner om gräsulvens halvvuxna larver.

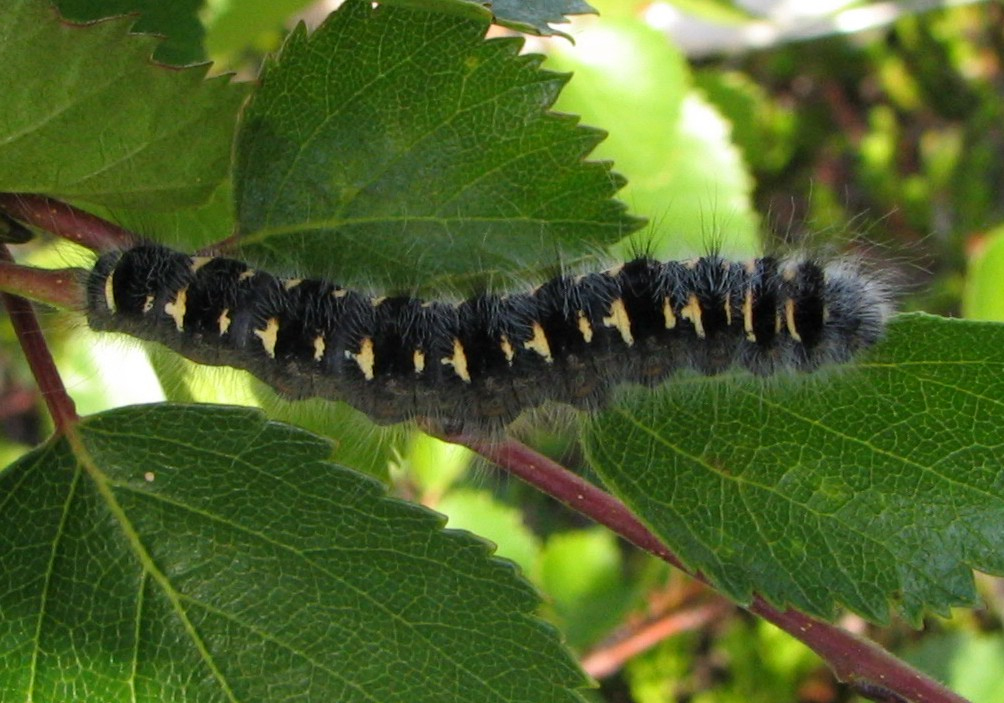
Larv

## Levnadssätt
Hagtornsspinnaren lever i olika typer av buskrika lövmarkar, gärna i skogsbryn. Flygtiden är från slutet av juli till slutet av september i södra Norden, tidigare längre norrut. I södra Norden är utvecklingen ettårig medan den i norr är två eller treårig. Honan lägger cirka 120 ägg i grupper med omkring 20 som den täcker med ull från sin analtofs. Äggen övervintrar och kläcks nästa vår. Larverna lever på slån, hägg, hagtorn, rönn, björk, gråal, asp, blåbär, odon eller arter i videsläktet. Den förpuppas i en kokong på marken eller i marknära vegetation.

## Utbredning
Hagtornsspinnaren finns i större delen av Norden utom på Island och Gotland. Den finns i stora delar av Europa och vidare österut genom Ryssland till floden Amur.